# 李诞
李诞（1989年10月2日—），本名李瑞超，内蒙古人，中国脱口秀演员、节目策划人、作家、编剧、诗人，毕业于华南农业大学社会学系。笑果文化联合创始人兼首席内容官。

## 经历
李诞大四时，社会学专业的他被朋友推荐到《南方人物周刊》实习，但频繁的撤稿使李诞厌倦，更因春运期间抢到火车票后，在南方报业大楼电梯里听到其他报纸的同事聊天：“哎，马上过年了，回家买票了吗？没事，我们跑春运口的有票！我给你留两张。”令他从此之后“特别不喜欢媒体人”，“也特别瞧不起知识分子”，“特别瞧不起这种有操守有坚持的老师”。李诞离开媒体后，去了广州一家汽车公司，写了两个月公关稿。之后又从广州跑到北京，在奥美公司做文案工作。
2013年，王自健正筹备《今晚80后脱口秀》，李诞经朋友介绍后加入，担任节目策划及常驻嘉宾。李诞此时尚无任何表演经验，但从2009年起就在微博、饭否等平台上写段子并有一定知名度。
2014年，李诞同企业家贺晓曦、制片人叶烽（《今晚80后脱口秀》总导演）一同创办上海笑果文化传媒有限公司，陆续出品制作了《今晚80后脱口秀》、《今夜百乐门》、《吐槽大会》、《脱口秀大会》等热播喜剧节目。
2022年作为嘉宾参与《一年一度喜剧大赛》。
2018年11月，李诞在综艺节目《奇遇人生》中自曝与女友黑尾酱完婚。后于2021年年初与黑尾酱离婚。

## 电视剧
| 播出年份 | 剧名         | 角色 | 备注               |
| 2021年   | 燃烧吧！废柴 | 诞總 | 网络剧，兼任"監製" |
| 2025年   | 一饭封神     | 李诞 | 旁白，主持人       |

## 综艺节目
| 首播时间       | 節目名稱           | 備註                |
| 2016年         | 《今晚80后脱口秀》 | 写手、策划、演员    |
| 2017年1月8日起 | 《吐槽大会》       | 第一季 策划人、演员 |
| 2017年5月8日起 | 《脑力男人時代》   | 常驻嘉宾            |
| 2022年8月6日起 | 《嗨放派2》        | 常駐嘉賓            |

## 著作
- . 湖南文艺出版社. 2016. ISBN 9787540474058.
- . 四川文艺出版社. 2017. ISBN 9787541147401.
- . 四川文艺出版社. 2018-11. ISBN 978-7-5411-5146-0.
- . 上海文艺出版社. 2020-11. ISBN 978-7-5321-7801-8.

## 争议事件
2021年2月24日，李诞在其个人社交平台为内衣品牌Ubras做推广，其内容“让女性轻松躺赢职场”引发争议，被指涉嫌歧视女性。当晚，Ubras品牌在官方微博上道歉，在第一时间下架了相关内容。李诞也于25日下午就此事道歉。8月24日，北京市海淀区市场监督管理局公布违法广告典型案例，李诞在微博发布的内衣广告列入其中。因广告内容违反《中华人民共和国广告法》，共计被處以233003.01元的行政处罚。